# Верховский Погост
Верховский Погост — село в Тарногском районе Вологодской области. Административный центр Верховского сельского поселения и Верховского сельсовета.
Расстояние до районного центра Тарногского Городка по автодороге — 41 км. Ближайшие населённые пункты — Кузьминская, Власьевская, Макаровская, Павловская, Осташевская, Васютинская.
По переписи 2002 года население — 57 человек (27 мужчин, 30 женщин). Преобладающая национальность — русские (98 %).
29 июня 1998 года к Верховскому Погосту была присоединена деревня Юдинская Верховского сельсовета.